# Кочкионовы
Кочкио́новы (осет. Кочкионтæ) — дигорская фамилия.

## Происхождение рода
Откуда произошла фамилия Кочкионовых — точно неизвестно. По некоторым данным их происхождение связано с женщиной из рода Кочиевых.
В осетинском традиционном обществе к жене обращаются по девичьей фамилии, из этого можно предположить что первопредок рода был женат на девушке Кочион от которой и произошло фамильное имя.
Представители этой фамилии проживали в горном селении Донифарс, расположенного в Дигорском ущелье. Царай Кочкионов был женат на девушке Кабалоевой, у них был единственный сын Науаг. У Науага было трое детей — два сына Тазрет и Тазе, а также дочь Сахар (вышла замуж за мужчину из фамилии Макоевых). Тазе стал зятем Дзодзаевых, но детей от него не появилось. Тазрет был женат на Тускаевой, у них родилось 11 детей: 7 сыновей (трое из которых погибли в молодости) и 4 дочери.
Потомки братьев рода Кочкионовых Магомета, Сулеймана, Сосланбега и Акберда — ныне проживают в городе Владикавказ и некоторых других населенных пунктах Северной Осетии.

## Генеалогия
Выходцы из с. Донифарс считают Кочкионовых и Кизиновых близкими родственниками (осет. æрвадæлтæ).